# 무성 연구개 마찰음
무성 연구개 마찰음(無聲軟口蓋摩擦音)은 자음의 하나로 연구개에서 조음되는 무성 마찰음이다.

## 발음의 예
- 러시아어: Х에서 이 소리가 난다.
- 코사어, 남은데벨레어: rh에서 이 소리가 난다.
- 아삼어: শ, ষ, স에서 이 소리가 난다.
- 스페인어: 모든 j와 /e, i/ 앞의 g에서 이 소리가 난다.
- 표준 중국어, 눠쑤어: 병음 h에서 이 소리가 난다.
- 아일랜드어: 모든 넓은 자음 ch와 t 앞의 좁은 자음 ch에서 이 소리가 난다.
- 한국어: 첫 음절 첫소리에서 ㅡ앞의 ㅎ에서 변이음으로 난다.
- 쿠르드어: x에서 이 소리가 난다.
- 슬로베니아어, 식시카어: h에서 이 소리가 난다.
- 체코어, 슬로바키아어: ch에서 이 소리가 난다.
- 폴란드어, 카슈브어: ch와 h에서 이 소리가 난다.
- 롬어: 범 블라흐 라틴 문자 표기의 ch에서 이 소리가 난다.
- 독일어: /a, o, u/ 뒤의 ch에서 이 소리가 난다. 때로는 무성 구개수 마찰음으로도 발음된다.
- 아랍어: خ에서 이 소리가 난다.
- 촐어: j에서 이 소리가 난다.
- 총가어: hh와 hhw에서 이 소리가 난다. hhw는 순음화 자음이다.
- 세르보크로아트어: 키릴 문자 표기의 х, 라틴 문자 표기의 h에서 이 소리가 난다.

## 같이 보기
- 후음